# 貪婪通脹
貪婪通脹（英語：Greedflation），另稱為賣方通脹（英語：sellers' inflation），是一種經濟學理論以描述由企業利潤所推動的通貨膨脹。該項理論最初未引起關注，但自2019年冠狀病毒病大流行起就開始引起左翼評論家及工會的興趣及迴響。
《華爾街日報》記者保羅·漢農（Paul Hannon）表示，大多數經濟學家認為與20世紀70年代的通脹時期相比，利潤是推動2021年—2023年通貨膨脹飆升中扮演了更大的角色；但確切程度仍存在爭議並引發激烈的討論。多個官方機構及知名人士亦對於企業利潤過高或異常高而導致的通貨膨脹表示擔憂，包括國際貨幣基金組織、歐洲中央銀行、聯邦貿易委員會、伊莎貝拉·韋伯、保羅·多諾萬、羅伯特·萊克等。曾經獲建議的解決措施包括：嚴厲執行反壟斷法、徵收暴利稅及推行反價格欺詐措施（例如價格上限）。
與此同時，《經濟學人》及其他人士亦曾經公開質疑這個概念，而亦有其他組織和人士則認為貪婪通脹的現象確實存在但真實影響不大，例如美國有線電視新聞網、賈斯汀·沃爾夫斯、傑森·弗曼和諾亞·史密斯。

## 因素

### 壟斷力量
21世紀初某些主要行業（尤其是零售業）開始出現市場集中化的跡象，使相關企業擁有近乎壟斷的定價權。伊莎貝拉·韋伯和埃文·瓦斯納指出，擁有巨大市場力量的企業可以藉助通脹的掩護，同時超乎比例地提高價格，實現類似於隱性卡特爾式的合謀行為。
在2023年和2024年期間，澳洲的大型超級市場連鎖店高士和Woolworths因價格欺詐受到批評。有批評聲音指出這兩間超市合共佔據65%的市場份額，並且在競爭較少的地區收取更高的價格。美國的肉類行業也被指為一個例子，該行業在價格上漲的同時，整體利潤也上升；某些人認為潛在原因包括其高度集中率及競爭不足。
根據2022年《紐約時報》的報導，許多經濟學家認為如果這些大型企業擁有如此大的市場力量，它們本身可以在任何時候提高價格，而不僅僅是2019年冠狀病毒病大流行。

### 資訊不對稱
一些經濟學家和學者（例如保羅·多諾萬、伊莎貝拉·韋伯、阿爾伯特·愛德華茲等）認為在高通脹時期，消費者會知道價格正在上漲，但可能無法準確理解合理價格應為多少；這會使零售商能夠以比自身成本通脹更快的速度提高價格，從而獲得更多利潤。
厄尼·泰德斯奇認為，所有主張現實主義的經濟學者都會同意，短期內並不存在完全競爭，而這會可能導致由於消費者比企業資訊掌握程度較低而出現更高的利潤，但他不認為這種影響會很大或持久。伊莎貝拉·韋伯認為，短期內的價格上漲還可能通過價格/工資螺旋和提高通脹預期，導致長期的價格上漲。美聯社在2024年8月報導，隨著消費者變得更加挑剔，在後疫情時期的「貪婪通脹」現象正在緩解。